# شايع شراحيلي
شايع علي شراحيلي يلعب في مركز المحور أو الجناح.

## مسيرة اللاعب
لعب في نادي النصر السعودي ، صعد في عام 2009 إلى الفريق الأول من شباب نادي النصر، وهو لاعب يتميز بالسرعة واللياقة العالية لدرجة أنه يقوم بالإحماء حتى بعد نهاية المباراة أحيانًا.
خلال مسيرته مع نادي النصر حصل على ثلاث بطولات محلية هي: دوري عبد اللطيف جميل 2013–2014 و2014–2015 وكأس ولي العهد خلال الموسم 2013–2014 و وقع مخالصة مالية مع نادي النصر مطلع عام 2018 و وقع بعدها مع نادي القادسية و تم ايقافه في عام 2019 لمدة سنة بسبب المنشطات وبعد انتهاء الإيقاف وقع مع نادي الفيصلي .

## الحياة الشحصية
وهو أخو اللاعب إبراهيم شراحيلي وقريب اللاعبين أحمد شراحيلي ورياض شراحيلي ومتعب شراحيلي .

## روابط خارجية
- شايع شراحيلي على موقع قاعدة بيانات كرة القدم.إي يو (الإنجليزية)
- شايع شراحيلي على موقع Soccerway.com (الإنجليزية)
- شايع شراحيلي على موقع كووورة